# Niels Blixenkrone-Møller
Niels Blixenkrone-Møller (2. december 1907 på Agersø ved Skælskør – 16. november 1969 i Aarhus) var en dansk overkirurg, professor, dr. med., bror til Otto Blixenkrone-Møller.

## Karriere
Han var søn af proprietær Johan Herman Blixenkrone-Møller (død 1957) og hustru Marie Kathrine født Hansen (død 1967), blev student fra Ordrup Gymnasium 1925; Med. eks. 1932; dr. med. 1938; 2. reservekirurg ved Kbh. kommunehospitals 1. afd. 1940-43; 1. reservekirurg ved Århus Kommunehospital 1945-50; Overkirurg ved Århus Kommunehospital 1950; Professor i kirurgi ved Århus Universitet s.å; kirurg ved radiumstationen Århus 1950.
Studierejse til Wien 1938, USA 1946-47, Paris 1950, USA 1957; specialistanerk. i gynækologi (1944), kirurgi (1946), mave-tarmkanalens kirurgiske sygdomme (1949).
I internationale læge og hjælpe arbejde var Niels læge i den finske hærs lægekorps jan-april 1940, han var overkirurg på hospitalskibet Jutlandia februar-maj 1953 under Koreakrigen.

## Tillidshverv
Medredaktør for Acta Chirurgia Scandinavica 1950 og for Danish Medical Bulletin 1953; medl. af skandinavisk delegation til Korea til at undersøge muligheden for en fælles skandinavisk indsats på hospitalvæsenets område som bidrag til Koreas genopbygning okt. 1953 og okt-nov. 1955; medl. af Svenska Läkaresällskabet 1954; medl. af lokalbestyrelsen for Landsforeningen til Kræftens Bekæmpelse 1954; formand for lægerådet ved Århus kommunes hospitaler 1955-61; medl. af bestyrelsen for det skandinaviske Koreasygehus 1956-58; præsident for Collegium reg. chir. universit. Daniæ 1963-66; medl. af Dansk Kirurgisk Selskabs udvalg for videreuddannelse i kirurgi 1959 og af kommissionen for lægevidenskab u. statens alm. videnskabsfond 1961; korresp. medl. af Svensk Kirurgisk Förening 1963, af Norsk Kirurgirsk Forening 1965.
Har skrevet: Ketonstoffernes Stilling og betydning i det intermediære Stofskifte (disputats 1938). Desuden videnskabelige arbejder om væske-elektrolytforstyrrelser, sygdomme i mave-tarmkanalen og alment kirurgiske emner.

## Hæder
Tildelt Jutlandia-medaljen. Helsingfors' universitets sølvmedalje 1964; overlæge Geert Espersens hæderspris 1965. Han var Ridder af 1. grad af Dannebrogordenen) og bar følgende udenlandske ordner: Fi.Fr.4; (Finske Frihedskors 4. klasse); F.N.T.M. (Korea, Forenede Nationers Tjeneste Medalje) K.W.S.M (Korean War Service Medal)
V. Aalkjær sluttede sin tale ved Niels Blixenkrone-Møllers båre med ordene: "Blixenkrone var en god arbejdsfælle, reel, fjernt fra intriger, fåmælt, energisk, venlig. Han sparede sig aldrig – heller ikke under de sidste års sygdom, hvis alvorlighed han nøgternt indså. På ham passede ordene suaviter in modo, fortiter in re." (lat. 'stærk i sagen, mild i måden')
Gift 28.6 1941 m. Edith Alice Blixenkrone-Møller, f. Larsen (3. marts 1921 – juli 2005)